# Eugnathichthys
Eugnathichthys är ett släkte av fiskar. Eugnathichthys ingår i familjen Distichodontidae.
Kladogram enligt Catalogue of Life:
| Eugnathichthys | \| \| Eugnathichthys eetveldii \| \| \| \| \| \| Eugnathichthys macroterolepis \| \| \| \| |
|                | \| \| Eugnathichthys eetveldii \| \| \| \| \| \| Eugnathichthys macroterolepis \| \| \| \| |
|                | Belonophago                                                                                |
|                |                                                                                            |
|                | Congocharax                                                                                |
|                |                                                                                            |
|                | Distichodus                                                                                |
|                |                                                                                            |
|                | Dundocharax                                                                                |
|                |                                                                                            |
|                | Hemigrammocharax                                                                           |
|                |                                                                                            |
|                | Hemistichodus                                                                              |
|                |                                                                                            |
|                | Ichthyborus                                                                                |
|                |                                                                                            |
|                | Mesoborus                                                                                  |
|                |                                                                                            |
|                | Microstomatichthyoborus                                                                    |
|                |                                                                                            |
|                | Nannaethiops                                                                               |
|                |                                                                                            |
|                | Nannocharax                                                                                |
|                |                                                                                            |
|                | Neolebias                                                                                  |
|                |                                                                                            |
|                | Paradistichodus                                                                            |
|                |                                                                                            |
|                | Paraphago                                                                                  |
|                |                                                                                            |
|                | Phago                                                                                      |
|                |                                                                                            |
|                | Xenocharax                                                                                 |
|                |                                                                                            |
|                | Eugnathichthys eetveldii                                                                   |
|                |                                                                                            |
|                | Eugnathichthys macroterolepis                                                              |
|                |                                                                                            |

|  | Eugnathichthys eetveldii      |
|  |                               |
|  | Eugnathichthys macroterolepis |
|  |                               |